# Hannes Stiller
Hannes Stiller (tidigare Tobiasson), född 3 juli 1978 i Härlanda församling, Göteborg,  är en svensk före detta fotbollsspelare. Stiller är känd för sin förmåga att hoppa in och avgöra matcher. Han är fotbollsfostrad i Qviding men har även representerat Västra Frölunda och IFK Göteborg.
Stiller tillhörde från 16 till 19 års ålder IFK Göteborgs U-lag, men lyckades inte slå sig in i A-laget. Han spelade i Superettan 2005 med Västra Frölunda, men gick senare tillbaka till sin moderklubb Qviding. Under sommaren 2009 blev han utlånad till allsvenska IFK Göteborg, som behövde bredda sin trupp efter att Pontus Wernbloom sålts och Robin Söder blivit långtidsskadad. 31-årige Stiller tog tjänstledigt från sitt halvtidsjobb som SO- och idrottslärare på Fagared ungdomshem och lyckades snabbt ta en plats i IFK:s startelva. På sina första tio allsvenska matcher gjorde han sex mål. Han gjorde även mål borta mot Hapoel Tel Aviv i en kvalmatch till UEFA Europa League. Efter säsongens slut 2009 skrev Stiller på ett tvåårskontrakt med IFK Göteborg. 
Hannes Stillers mest utmärkande egenskaper som spelare är hans styrka, huvudspel och positionsspel, vilket gör att han oftast används som "bollmottagare" eller targetplayer i anfallsspelet.
Stiller tilldelades supportrarnas pris Årets ärkeängel 2013.
Efter säsongen 2016 valde Stiller att avsluta sin fotbollskarriär och istället fokusera på sin roll som klubbchef i Ljungskile SK.
Hannes Stiller arbetar sedan 2022 som team manager i IFK Göteborg.

### Fotnoter
1. ↑  Antal matcher och mål endast säsongerna 2008 och 2009
2. ↑  "Succélånet kvar i Blåvitt", Aftonbladet, 10 november 2009
3. ↑  ”Stiller - Årets Ärkeängel”. ifkgoteborg.se. 16 februari 2014. Arkiverad från originalet den 26 februari 2014. https://web.archive.org/web/20140226233814/http://www.ifkgoteborg.se/Nyheter/2014/Februari/Stiller---arets-arkeangel/. Läst 10 mars 2014.
4. ↑  ”Hannes Stiller tackar för sig”. bohuslaningen.se. 11 januari 2017. http://www.bohuslaningen.se/sport/fotboll/hannes-stiller-tackar-f%C3%B6r-sig-1.4112744. Läst 21 juli 2017.
5. ↑  Marcus Modéer (14 november 2022). ”Ny roll för Hannes”. IFK Göteborg – Hela stadens lag. https://ifkgoteborg.se/nyheter/a-lag/2022/ny-roll-for-hannes/. Läst 10 juli 2023.